# گئورگی گئورگیف (بازیکن فوتبال، زاده ۱۹۷۰)
گئورگی گئورگیف (بلغاری: Георги Георгиев؛ زادهٔ ۱۱ اوت ۱۹۷۰) بازیکن فوتبال اهل بلغارستان است.
از باشگاه‌هایی که در آن بازی کرده است می‌توان به باشگاه فوتبال آپولون اسمیرنیس، باشگاه فوتبال لفسکی صوفیه، و باشگاه فوتبال پانسرایکوش اشاره کرد.
وی همچنین در تیم ملی فوتبال ازبکستان بازی کرده است.